# Смирнов, Константин Александрович (легкоатлет)
Константи́н Алекса́ндрович Смирно́в (род. 8 марта 1984) — российский легкоатлет, специалист по многоборьям. Выступал на профессиональном уровне в 2000—2007 годах, победитель и призёр первенств всероссийского значения, участник чемпионата мира в помещении в Москве. Представлял Томскую область.

## Биография
Константин Смирнов родился 8 марта 1984 года. Занимался лёгкой атлетикой под руководством тренеров С. В. Желанова, В. В. Вершинина, В. В. Баканова.
Впервые заявил о себе в сезоне 2000 года, когда в семиборье одержал победу на юношеском чемпионате России в помещении в Челябинске.
В 2002 году был пятым в семиборье на Кубке России в Кемерово и восьмым в десятиборье на чемпионате России в Чебоксарах.
В 2003 году на чемпионате России по многоборьям в Туле занял 13-е место.
В 2004 году в семиборье завоевал бронзовую медаль на зимнем чемпионате России по многоборьям в Москве. На Кубке России по многоборьям в Краснодаре стал пятым, установив при этом свой личный рекорд в десятиборье — 7275 очков.
В декабре 2005 года одержал победу на всероссийских соревнованиях по многоборьям в Кемерово.
В 2006 году с личным рекордом в 6047 очков стал бронзовым призёром в семиборье на зимнем чемпионате России в Москве, взял бронзу в матчевой встрече со сборными Украины и Белоруссии в Сумах. Благодаря череде удачных выступлений вошёл в основной состав российской сборной и удостоился права защищать честь страны на домашнем чемпионате мира в помещении в Москве — здесь в программе семиборья набрал 5795 очков, расположившись в итоговом протоколе соревнований на седьмой строке.
В 2007 году на чемпионате России по многоборьям в Жуковском досрочно закончил выступление и на этом завершил спортивную карьеру.